# Teddy Riner
Teddy Riner, född den 7 april 1989 i Pointe-à-Pitre, Guadeloupe, är en fransk judoka. Han har tagit tio VM-guld och fem OS-guld samt fem EM-guld.
Riner föddes på Guadeloupe under en familjesemester och växte upp i Paris. Han började med judo som femåring då hans äldre bror introducerade honom till sporten. Under uppväxten spelade han även fotboll, basket och tennis samt tävlade i simning, men fastnade för judo då han föredrog dess individuella natur.
Som 18-åring blev han den yngste världsmästaren i judo genom tiderna när han tog guld i Rio de Janeiro 2007. Året därefter tog han OS-brons i herrarnas tungvikt i samband med de olympiska judotävlingarna 2008 i Peking.
Han tog därefter OS-guld i herrarnas tungvikt i samband med de olympiska judotävlingarna 2012 i London och i de olympiska judotävlingarna 2016 i Rio de Janeiro.
Riner tog sitt tionde VM-guld vid världsmästerskapen i öppen klass i Marrakech, det var också hans 144:e raka seger sedan 2010.
Riner tände elden vid olympiska sommarspelen 2024 tillsammans med Marie-José Pérec.. Riner vann senare under spelen guld i herrarnas tungvikt i judo inför en fullsatt arena där bland annat president Macron deltog. Riner blev därmed den andra atleten efter Cathy Freeman att både tända den olympiska elden och vinna ett guld under samma spel. Han blev också i och med vinsten den judokan som vunnit flest OS-medaljer. Dagen därpå vann han ännu ett guld tillsammans med det franska laget efter att ha vunnit finalens sudden death-match.